# Prins-Regentplein
Het Prins-Regentplein bevindt zich in Kessel-Lo, een deelgemeente van de stad Leuven, gelegen in de provincie Vlaams-Brabant in België. 

## Sociale woonwijk
Het plein maakt deel uit van een sociale woonwijk die in de volksmond Casablanca wordt genoemd. De naam Casablanca komt van de witte kleur die de huizen in de woonwijk hebben. De inwoners worden door een buurtwerkorganisatie ondersteund, meer bepaald het RISO, het Regionaal Instituut voor Samenlevingsopbouw.

## Infrastructuur
Centraal gelegen op het plein bevindt zich frituur Giraffe die niet alleen als eetgelegenheid fungeert maar dankzij de brede openingsuren ook een vorm van sociale controle waarborgt. Vlakbij ligt er een lager gelegen speelveld voor de beoefening van allerlei sporten. Aan het plein ligt ook het buurthuis waar de bewoners mekaar kunnen ontmoeten. Verder staat er een krantenwinkel en is er een bushalte van De Lijn.  

## Geschiedenis

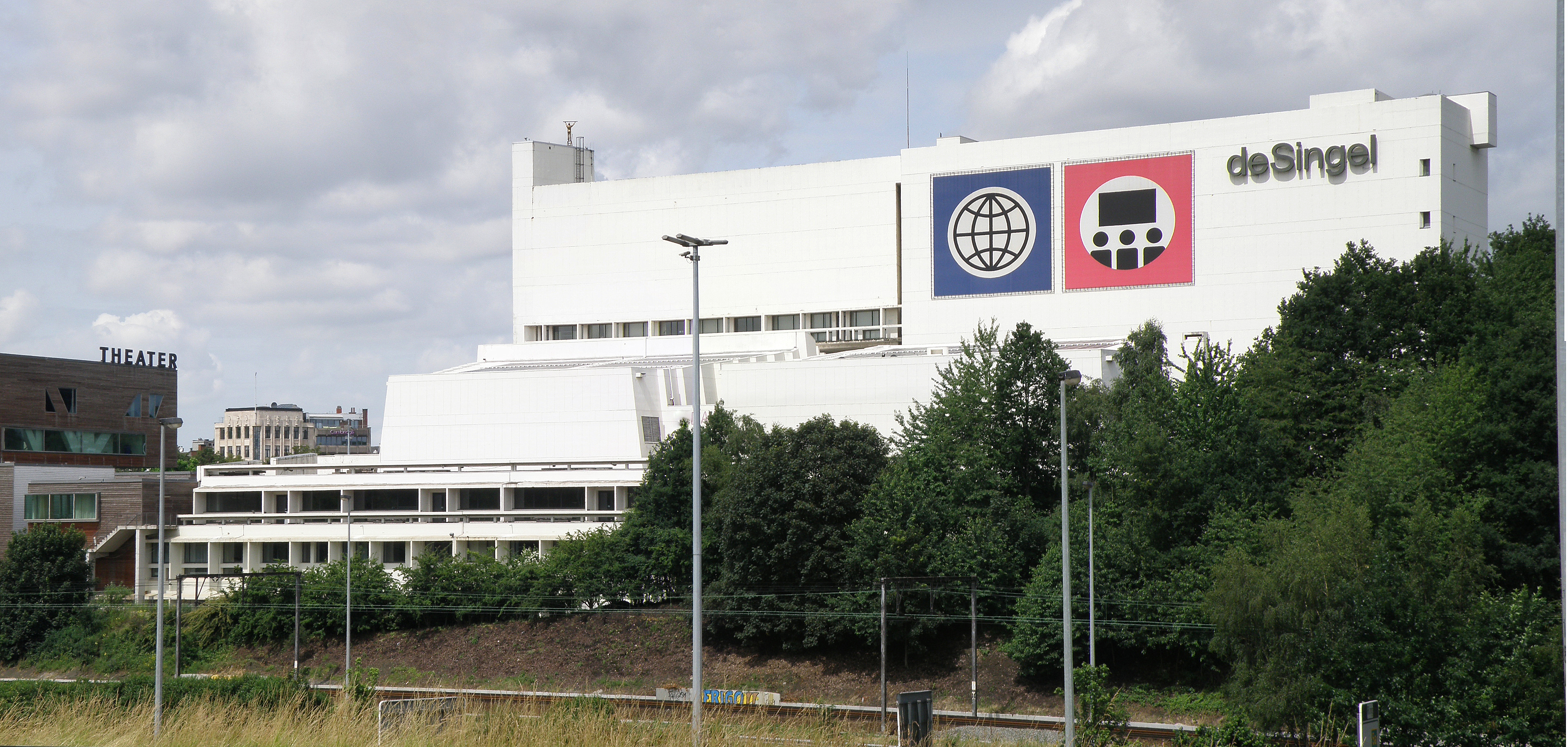
De Singel

Het plein is vernoemd naar Prins Karel van België die van september 1944 tot juli 1950 het regentschap van België waarnam. Architect Léon Stynen ontwierp het plein midden jaren 50 van de 20ste eeuw. Hij was ook de ontwerper van De Singel in Antwerpen. 